# Dariusz Osuch
Dariusz Bogusław Osuch (Biłgoraj, 20 de febrero de 1969) es un deportista polaco que compitió en halterofilia.
Ganó dos medallas en el Campeonato Europeo de Halterofilia, plata en 1995 y bronce en 1998. Participó en dos Juegos Olímpicos de Verano, ocupando el quinto lugar en Barcelona 1992 (categoría de 110 kg) y el octavo en Atlanta 1996 (categoría de 108 kg).

## Palmarés internacional
| Campeonato Europeo | Campeonato Europeo | Campeonato Europeo | Campeonato Europeo |
| Año                | Lugar              | Medalla            | Categoría          |
| ------------------ | ------------------ | ------------------ | ------------------ |
| 1995               | Varsovia (Polonia) | Medalla de plata   | 108 kg             |
| 1998               | Riesa (Alemania)   | Medalla de bronce  | 105 kg             |